# Таран Володимир Васильович
Володимир Васильович Таран (8 червня 1960, Гребінки, Київська область) — український художник. Працює у декількох видах мистецтва: дизайн монет/банкнот, поштових марок; медальєрне мистецтво; екслібрис, книжкова ілюстрація, графічний дизайн, станкова графіка, живопис.

## Життєпис
Народився в селищі Гребінки на Київщині. Батьки — вчителі, рідна сестра Людмила — письменниця.
1983 року закінчив Київський політехнічний інститут, фах — радіотехніка.
З 1985 по 1990 рік працював художником-прорисовником у мультиплікації на студії «Київнаукфільм». 1995 року закінчив Київський політехнічний інститут, фах — графіка.
З 1993 по 2002 працював головним художником-графіком у банкнотно-монетному дворі Національного банку України.
У 1994, 1998 році стажувався у швейцарській фірмі De LA Rue giori SA", де навчався малювати гроші.
З 2002 року провідний художник фірми «Гряділь».
З 1977 року захоплюється екслібрисом, є автором біля 300 книжкових знаків. Працює у техніках ліногравюри, ксилографії, мідьориту. Був учасником біля 55 виставок екслібрису та малої графіки, що проходили в Україні та Литві, Білорусі, Азербайджані, Бельгії, Португалії, Японії, Китаї, Польщі, Словенії, Нідерландах, Італії, Югославії, Чехії, Словаччині, США, Данії, Німеччині, Іспанії, Франції, Канаді, Тайвані.
Ще у 1996 році організував мистецьку групу «АРТТРІУМ» разом з художниками братами-близнюками Сергієм та Олександром Харуками. Ця назва розшифровується як «три розуми». Співавтор ескізів банкнот 2, 5, 10, 20, 50 і 100 гривень — зразків 2003—2005 років. Ескіз першої монети — Софіївський парк в Умані на Черкащині — 1996-го року вибрав тодішній голова Національного банку Віктор Ющенко. З того часу Володимир Таран створив понад 200 пам'ятних і ювілейних монет. 2005-го «АртТріум» з ескізом монети із зображенням рисі та двох рисенят посів перше місце на щорічному міжнародному конкурсі Монетного двору Японії. А 2009-го там же отримав Гран-прі — за монету «Тисячоліття монетного карбування в Києві». Творчим колективом групи «АРТТРІУМ» (з 1996 року по сьогодення) створено близько 350 пам'ятних та колекційних монет для Національного банку України.

### Конкурси

#### США
- 1998, 1999 нагороджений призом Фундації Георгія Нарбута (США) за кращу українську марку року.

#### Японія
Міжнародний конкурс монетного дизайну, Японія
- 2004 Монетний Двір Японії, монета «Природа України. Рись», 1 премія «Most Excellent Work»[5]

- 2006 Монетний Двір Японії[6], монета «Українські традиції. Свят-вечір», премія «Fine Work»

- 2008 Монетний Двір Японії, монета «1000-річчя монетного карбування в Києві», 1 премія «Most Excellent Work»[7]
- 2011 Монетний Двір Японії, монета «Чемпіонат Європи з футболу», премія «Fine Work»[8]
- 2012 Міністерство фінансів та Монетний Двір Японії, пам'ятна нагорода. Міжнародний конкурс дизайну монет[9] («Землетрус в Японії, 2011. Проект реконструкції»).[10]

#### Італія
XVIII салон нумізматики, Italia
- 2009 «Міжнародна премія Віченца Палладіо» / «Premio Internazionale Vicenza Palladio», монета «Ластівчине гніздо», 1 премія[12]

#### Україна
Національний конкурс «Краща монета року України»
- 2007 «Краща монета року України»[13], «Чумацький шлях», аверс
- 2008 «Краща монета року України»[14], «Ластівчине гніздо», аверс
- 2009 «Краща монета року України»[15], За твором М. В. Гоголя «Вечори на хуторі біля Диканьки»
- 2010 «Краща монета року України»[16], «Зимненський Святогірський Успенський монастир»
- 2010 «Краща монета року України»[16], «Козацький човен»
- 2011 «Краща монета року України»[17], «1000-річчя заснування Софійського собору»[18][19]
- 2011 «Краща монета року України»[17], «20 років незалежності України»[18][20]
- 2011 «Краща монета року України»[17], "За твором Лесі Українки «Лісова пісня»[18][21], аверс
- 2012 «Краща монета року України»[22], «Українська лірична пісня»[23]
- 2012 «Краща монета року України»[22], «УЄФА. Євро 2012. Україна-Польща»[23]
- 2013 «Краща монета року України»[24], «Українська вишиванка»

- 2014 «Краща монета року України»[25], «200-річчя від дня народження Т. Г. Шевченка»
- 2014 «Краща монета року України»[25], «70 років визволення України»
- 2015 «Краща монета року України»[26], «Київський князь Володимир Великий»
- 2015 «Краща монета року України»[26], «Богдан Хмельницький»
- 2016 «Краща монета року України»[27], «Щедрик» (100-річчя першого виконання)
- 2016 «Краща монета року України»[27], «Україна починається з тебе» (волонтери)
- 2017 «Краща монета року України»[28], «Колесо життя»
- 2017 «Краща монета року України»[28], «До 100-річчя подій Української революції 1917—1921 років»
- 2017 «Краща монета року України»[29], «Косівський розпис»
- 2018 «Краща монета року України», колекційний набір монет «До 100-річчя Національної академії наук України»: «Ера миру», «Ера змін», «Ера технологій», «Людина, час, простір»

#### Санкт-Петербург
Міжнародний конкурс дизайну монет «Монетное Созвездие», Санкт-Петербург
- 2007 «Нестор-літописець», номінація «Золота монета року»[31]
- 2008 «Чиста вода — джерело життя», номінація[32]
- 2008 «Острозька Біблія», номінація «Золота монета року»[33]
- 2008 «Чумацький шлях»[34], номінація «Срібна монета року»[35]
- 2010 «Вечори на хуторі біля Диканьки»[36], номінація «Монета року»[37]
- 2011 «Рік Тигра», номінація «Сувенірна монета»[38]
- 2011 «Острів Хортиця на Дніпрі — колиска украинского козацтва», номінація «Монета року»[39]
- 2013 «УЄФА. Євро 2012. Україна-Польща»[40], номінація «Приз глядацьких симпатій»[41]
- 2014 «900 років Повісті минулих літ»[42], номінація «Унікальне ідейне рішення»[43]

### Виставки станкових робіт
- Експозиція у галереї AURUM, Лозанна, 1994.
- Перша Святомихайлівська виставка-конкурс (диплом лауреата), Київ, 1997.
- Виставка художників НБУ присвячена щорічним зборам Ради керуючих Європейського банку реконструкції та розвитку, Київ, 1998.
- Виставка художників НБУ у музеї Т.Г. Шевченка, Київ, 1999.
- Виставка у галереї МИСТЕЦЬ, Київ, 1999.
- Триєнале ГРАФІКА – 2000  у виставковому залі Національної Спілки художників України, Київ, 2000.
- Персональна виставка у Представництві ООН в Україні, Київ, 2000.